# Bully-les-Mines
Bully-les-Mines là một xã của tỉnh Pas-de-Calais, thuộc vùng Hauts-de-France, miền bắc nước Pháp.ch communes and 250.000 inhabitants..